# Chrysidimyia
Chrysidimyia (лат.) — род мух-журчалок из подсемейства Microdontinae (Syrphidae). Центральная и Южная Америка.

## Описание
Мелкие осоподобные мухи, сходные зеленовато-голубоватым металлическим цветом с блестянками Chrysididae (отсюда название), длина тела 8—10 мм. Голова примерно равна ширине груди. Усики относительно длинные. Лицо в профиль выпуклое, вертекс плоский. Антенны длиннее расстояния между усиковой ямкой и передним краем рта. Постпронотум с щетинками. Брюшко овальное. Глаза самцов разделённые на вершине (дихоптические). Крыловая жилка R2+3 сильно изогнута в базальной части. Некоторые авторы рассматривают таксон Chrysidimyia в качестве синонима крупного рода Муравьиные журчалки (Microdon). Таксон был впервые описан в 1937 году американским диптерологом Фрэнком Халлом (1901—1982).